# Враждебные воды
«Враждебные воды» (англ. Hostile Waters) — американо-британско-немецкий художественный телефильм 1997 года, основанный на реальных событиях, произошедших с советской атомной подводной лодкой К-219 в 1986 году, накануне первой встречи Михаила Горбачёва и Рональда Рейгана в Рейкьявике.
Фильм был снят британской кинокомпанией World Productions при участии немецкой Universum Film AG и американской Invision Productions для Би-би-си и HBO. Премьера состоялась 26 июля 1997 года на канале BBC One.

## Структура фильма и сюжет
Советская атомная подводная лодка столкнулась с американской АПЛ типа Аврора (прототип — Лос-Анджелес) в территориальных водах США. В результате полученных повреждений начинается пожар и возникает реальная угроза детонации ядерных боеприпасов. Восточному побережью США угрожает опасность полного уничтожения. Капитан принимает единственно верное решение — затопить лодку и предотвратить взрыв.

## В ролях
- Рутгер Хауэр — командир советской АПЛ Игорь Британов
- Мартин Шин — капитан американской АПЛ
- Макс фон Сюдов — адмирал Чернавин
- Колм Фиори — Пшеничный
- Роб Кэмпбелл — матрос Сергей Преминин
- Харрис Юлин — адмирал Куинн
- Реджина Тэйлор — лейтенант Кёртис
- Джон Ротман — старпом командира американской АПЛ
- Майкл Эттуэлл — Кузьменко
- Доминик Монаган — Саша
- Алексис Денисоф — Джон Бейкер

## Реакция участников событий
Настоящий командир К-219 Игорь Британов выступил против этого фильма с судебным иском и заявил, что не давал разрешение использовать факты своей биографии в фильме. В результате, в августе 2004 года Британов выиграл процесс и получил нераскрываемую публично неустойку от киностудии.